# Herb gminy Łyse
Herb gminy Łyse – jeden z symboli gminy Łyse, ustanowiony 20 października 2021. Jego autorem jest heraldyk Robert Szydlik.

## Wygląd i symbolika
Herb przedstawia na tarczy koloru zielonego w centralnej części srebrno-złotą palmę wielkanocną, a po jej obu bokach dwa srebrne świerki. Palma nawiązuje do lokalnej tradycji palm kurpiowskich (w siedzibie gminy rokrocznie organizowany jest konkurs na najpiękniejszą), natomiast świerki i kolor tarczy symbolizują Puszczę Zieloną (Kurpiowską). 
Projekt herbu został pozytywnie zaopiniowany przez Komisję Heraldyczną przy MSWiA.